# Julius Ubido
Julius Ubido (29 dicembre 1984) è un ex calciatore nigeriano, di ruolo centrocampista.

## Carriera

### Club
Nel 2007 debutta con la maglia dell'Heartland.

### Nazionale
Nel 2011 debutta con la nazionale nigeriana.